# Giro del Piemonte 2002
Il Giro del Piemonte 2002, ottantanovesima edizione della corsa, si svolse il 17 ottobre 2002 su un percorso di 193 km. La vittoria fu appannaggio dell'italiano Luca Paolini, che completò il percorso in 4h42'27", precedendo il tedesco Matthias Kessler ed il connazionale Gianluca Bortolami.
Sul traguardo di Casale Monferrato 79 ciclisti, su 188 partiti da Novi Ligure, portarono a termine la competizione.

## Ordine d'arrivo (Top 10)
| Pos. | Corridore          | Squadra              | Tempo    |
| ---- | ------------------ | -------------------- | -------- |
| 1    | Luca Paolini       | Mapei-Quick Step     | 4h42'27" |
| 2    | Matthias Kessler   | Team Telekom         | s.t.     |
| 3    | Gianluca Bortolami | Tacconi Sport-Emmegi | s.t.     |
| 4    | Peter Wrolich      | Gerolsteiner         | s.t.     |
| 5    | Bram de Groot      | Rabobank             | s.t.     |
| 6    | Gerhard Trampusch  | Mapei-Quick Step     | s.t.     |
| 7    | Alessandro Guerra  | Index-Alexia         | s.t.     |
| 8    | Cédric Vasseur     | Cofidis              | s.t.     |
| 9    | Fabio Sacchi       | Saeco-Longoni Sport  | s.t.     |
| 10   | Lorenzo Bernucci   | Landbouwkrediet      | s.t.     |